# ダヴァイン・ジョイ・ランドルフ
ダヴァイン・ジョイ・ランドルフ（Da'Vine Joy Randolph, [deɪˈvaɪn]; 1986年5月21日 - ）は、アメリカ合衆国の女優である。ブロードウェイで公演された『ゴースト』（2012年）で霊媒師のオダ・メイ・ブラウンを演じ、トニー賞ミュージカル助演女優賞にノミネートされた。またその後映画『ホールドオーバーズ 置いてけぼりのホリディ』（2023年）で悲嘆に暮れる母親を演じたことでゴールデングローブ賞助演女優賞にノミネートされた。
ランドルフの初期の出演映画には『余命90分の男』（2014年）や『クレイジー・パーティー』（2016年）があり、その後、『ルディ・レイ・ムーア』（2019年）と『ザ・ユナイテッド・ステイツ vs. ビリー・ホリデイ』（2020年）への出演で注目を集めた。テレビ出演作には『セルフィー』（2014年）、『People of Earth』（2016年-2017年）、『Empire 成功の代償』（2017年-2018年）、『ハイ・フィデリティ』（2020年）、『マーダーズ・イン・ビルディング』（2021年-継続中）、『THE IDOL/ジ・アイドル』（2023年）がある。

## 生い立ちと教育
アフリカ系アメリカ人の血を引くランドルフはペンシルベニア州フィラデルフィアとハーシーで育った。彼女はテンプル大学に入ってボイス・パフォーマンスを専攻したが、3年生の時にミュージカル・シアターに転向した。テンプル大学卒業後にはイェール演劇学校に進学した。彼女は2011年に修士号を取得してイェールを卒業した。また幼少期にはインターローヘン・アーツ・キャンプに通って演劇を学んでいた。

## キャリア
ランドルフは『ゴースト』（ロンドンのウェスト・エンドで公演中）のブロードウェイ公演の代役オーディションを受けたが、プロデューサーたちは彼女を主要キャラクターのオダ・メイ・ブラウン役で起用することを決めた。ブロードウェイ版のキャスティングが発表される前に『ゴースト』のロンドン公演でオダ・メイを演じたシャロン・D・クラークが膝に軽い怪我を負った。ランドルフはクラーク不在の間にこの役をカバーするためにすぐにロンドンに飛んだ。彼女のデビュー公演は2011年12月16日金曜に行われ、クラークが復帰する2012年1月初旬まで代役のリサ・ダヴィナ・フィリップと役を共有していた。
2012年3月のプレビュー期間を経て『ゴースト』のブロードウェイ公演は2012年4月23日月曜より始まり、ランドルフはリチャード・フリーシュマとケイシー・リーヴァイと共演した。ランドルフはこれによりトニー賞ミュージカル助演女優賞にノミネートされた。2013年に彼女はアンドリュー・ドスンム監督の『Mother of George』で長編映画デビューを果たした。映画は2013年サンダンス映画祭でプレミア上映されて高評価を受けた。翌年にはロビン・ウィリアムズが出演するコメディドラマ映画『余命90分の男』で看護師役を務めた。さらにランドルフは2014年9月30日から放送が始まったた『セルフィー』で主要キャラクターの1人のシャルモニーク・ウィテカー役を務め、カレン・ギランやジョン・チョーを共演した。番組は1シーズン限りで打ち切られた。
2015年から2017年にかけてランドルフはテレビシリーズ『The Mr. Peabody & Sherman Show』でクリスティンの声優を務めた。この他にも『グッド・ワイフ』（2013年）、『See Dad Run』（2014年）、『Life in Pieces』（2015年）、『Veep/ヴィープ』（2017年）にゲスト出演した。ドラマシリーズ『THIS IS US/ディス・イズ・アス』（2016年）にはターニャ役でリカーリング出演した。同年には『クレイジー・パーティー』（2016年）にも出演した。2016年から2017年にかけてはシットコム『People of Earth』で主要キャラクターの1人の郵便局員のイヴォンヌ・ワトソン役を務めた。2017年から2018年には『Empire 成功の代償』、2019年には『ビカミング・ア・ゴッド』にリカリーング出演した。
ランドルフはエディ・マーフィ主演の映画『ルディ・レイ・ムーア』（2019年）のレディ・リード役でブレイクした。この演技により彼女はアフリカン・アメリカン映画批評家協会賞、ブラック・リール賞、NAACPイメージ・アワードで助演女優賞にノミネートされた。 翌年には『さよなら、私のロンリー』（2020年）に出演し、さらにテレビシリーズ『ハイ・フィデリティ』（2020年）でメインキャストの1人を務めた。同じ頃に彼女は『ちびっこマダガスカル』（2020年-2020年）のレンジャー・フーフ、『トゥカ&バーティー』（2021年）のタマリンド・トゥーカン、『Ultra City Smiths』（2021年）のゲイル・ジョンソン刑事、『Chicago Party Aunt』（2021年-2022年）のティナ、『Birdgirl』（2022年-継続中）の複数キャラクターを演じた。アニメ映画では『トロールズ ミュージック★パワー』（2020年）と『長ぐつをはいたネコと9つの命』（2022年）で声優を務めた。
ランドルフはドラマ映画『ザ・ユナイテッド・ステイツ vs. ビリー・ホリデイ』（2020年）とコメディ映画『ザ・ロストシティ』（2022年）に出演した。2021年に彼女はシットコム『The Last O.G.』で主要な役柄を務めた。また『マーダーズ・イン・ビルディング』ではウィリアムズ刑事役でリカーリング出演し、スティーヴ・マーティン、マーティン・ショート、セレーナ・ゴメスらを共演した。物議を醸したテレビシリーズ『THE IDOL/ジ・アイドル』（2023年）ではポップスターのマネージャー役を務めた。2023年に彼女はアレクサンダー・ペインの青春映画『ホールドオーバーズ 置いてけぼりのホリディ』に出演した。この映画はテルライド映画祭でプレミア上映された。『Deadline Hollywood』のピート・ハモンドは彼女の演技を「ランドルフはただただ素晴らしく、どんな言葉よりも表情で多くを語る。彼女は非常に感動的で、その過程で我々の涙を誘う」と高評価した 。同年には政治ドラマ映画『ラスティン: ワシントンの「あの日」を作った男』でゴスペル歌手のマヘリア・ジャクソンを演じた。

## フィルモグラフィ

### 映画
| 年   | タイトル                                                                             | 役名                       | 備考                   |
| ---- | ------------------------------------------------------------------------------------ | -------------------------- | ---------------------- |
| 2013 | Mother of George                                                                     | マルセア                   |                        |
| 2013 | The Purge: The Morning After                                                         | デションドラニク           | 短編映画               |
| 2013 | A Long Walk                                                                          | マム                       | 短編映画               |
| 2014 | 余命90分の男 The Angriest Man in Brooklyn                                            | ローワン看護師             |                        |
| 2016 | The Secrets of Emily Blair                                                           | フラン                     |                        |
| 2016 | クレイジー・パーティー Office Christmas Party                                        | カーラ                     |                        |
| 2019 | ルディ・レイ・ムーア Dolemite Is My Name                                             | レディ・リード             |                        |
| 2020 | さよなら、私のロンリー Kajillionaire                                                 | ジェニー                   |                        |
| 2020 | ラスト・シフト The Last Shift                                                        | シャズ                     |                        |
| 2020 | トロールズ ミュージック★パワー Trolls World Tour                                     | ブリス・マリーナ/シェリアB | 声の出演               |
| 2020 | Mama Got A Cough                                                                     | ヨランダ                   | 短編ビデオ映画         |
| 2021 | ザ・ユナイテッド・ステイツ vs. ビリー・ホリデイ The United States vs. Billie Holiday | ロズリン                   |                        |
| 2021 | THE GUILTY/ギルティ The Guilty                                                       | CHPのディスパッチャー      | 声の出演               |
| 2022 | ザ・ロストシティ The Lost City                                                       | ベス・ハッテン             |                        |
| 2022 | A Little White Lie                                                                   | デルタ・ジョーンズ         |                        |
| 2022 | 長ぐつをはいたネコと9つの命 Puss in Boots: The Last Wish                             | ママ・ルナ                 | 声の出演               |
| 2022 | オン・ザ・カム・アップ On the Come Up                                                | プー                       |                        |
| 2023 | ラスティン: ワシントンの「あの日」を作った男 Rustin                                  | マヘリア・ジャクソン       |                        |
| 2023 | ホールドオーバーズ 置いてけぼりのホリディ The Holdovers                              | メアリー・ラム             |                        |
| TBD  | Shadow Force                                                                         | 未定                       | ポストプロダクション中 |
| TBD  | Bride Hard                                                                           | 未定                       | ポストプロダクション中 |

### テレビ
| 年          | タイトル                                                    | 役名                                | 備考                                                         |
| ----------- | ----------------------------------------------------------- | ----------------------------------- | ------------------------------------------------------------ |
| 2013        | グッド・ワイフ The Good Wife                                | マギー                              | 第4シーズン第21話「労働争議」                                |
| 2013        | Brenda Forever                                              | パール                              | テレビ映画                                                   |
| 2014        | See Dad Run                                                 | ロスチャイルド夫人                  | 第3シーズン第9話「See Dad Become Room Mom」                  |
| 2014        | セルフィー Selfie                                           | シャモニーク・ウィテカー            | 計13話出演                                                   |
| 2015        | Life in Pieces                                              | ジャニス                            | 第1シーズン第5話「Babe Secret Phone Germs」                  |
| 2015-2017   | The Mr. Peabody & Sherman Show                              | クリスティン / アビー・フィッシャー | 計19話声の出演                                               |
| 2016        | THIS IS US/ディス・イズ・アス This Is Us                    | ターニャ                            | 計3話出演                                                    |
| 2016-2017   | People of Earth                                             | イヴォンヌ・ワトソン                | 計20話出演                                                   |
| 2017        | Veep/ヴィープ Veep                                          | ロバータ・ウィンストン              | 第6シーズン第6話「カタール」                                 |
| 2017-2018   | Empire 成功の代償 Empire                                    | パウンドケーキ                      | 計7話出演                                                    |
| 2018        | Home: Adventures with Tip & Oh                              | クルシュティーナ                    | 声の出演: 第4シーズン第1b話「Like Mother, Like Pit of Fire」 |
| 2019        | ビカミング・ア・ゴッド On Becoming a God in Central Florida | ロンダ                              | 計5話出演                                                    |
| 2020        | ハイ・フィデリティ High Fidelity                            | チェリーズ                          | 計10話出演                                                   |
| 2020-2022   | ちびっこマダガスカル Madagascar: A Little Wild              | レンジャー・フーフ                  | 計9話声の出演                                                |
| 2021        | Cinema Toast                                                | ヴィヴィアン                        | 声の出演: 第1シーズン第6話「Kiss, Marry, Kill」              |
| 2021        | トゥカ&バーティー Tuca & Bertie                             | タマリンド・トゥーカン              | 計2話声の出演                                                |
| 2021        | Ultra City Smiths                                           | ゲイル・ジョンソン刑事              | 計6話声の出演                                                |
| 2021        | The Last O.G.                                               | ヴィーシー                          | 計8話出演                                                    |
| 2021-継続中 | マーダーズ・イン・ビルディング Only Murders in the Building | ウィリアムズ刑事                    | リカーリング                                                 |
| 2021-2022   | ダイアンねえさんは今日もイケイケ Chicago Party Aunt         | ティナ                              | 計14話出演                                                   |
| 2022-継続中 | Birdgirl                                                    | 多数のキャラクターの声              | リカーリング                                                 |
| 2023        | THE IDOL/ジ・アイドル The Idol                              | デスティニー                        | 計5話出演                                                    |

### 舞台
| 年   | タイトル                                            | 役名                 | 備考                                                           |
| ---- | --------------------------------------------------- | -------------------- | -------------------------------------------------------------- |
| 2007 | ヘアー Hair                                         | トライブ             | プリンス・ミュージック・シアター 2007年5月26日 - 2007年6月17日 |
| 2010 | 二人の主人を一度にもつと The Servant of Two Masters | クラリス             | イェール・レパートリー・シアター 2010年3月12日 - 2010年4月3日  |
| 2012 | ゴースト Ghost: The Musical                         | オダ・メイ・ブラウン | ラント＝フォンタンヌ・シアター 2012年4月23日 - 2012年8月18日   |
| 2013 | The Cradle Will Rock                                | パフォーマー         | ニューヨーク・シティ・センター 2013年7月10日 - 2013年7月13日   |

## 受賞とノミネート
| 賞                                                 | 発表年 | 部門                            | 候補作                                    | 結果       |
| -------------------------------------------------- | ------ | ------------------------------- | ----------------------------------------- | ---------- |
| AACTAインターナショナル賞                          | 2024   | 助演女優賞                      | ホールドオーバーズ 置いてけぼりのホリディ | ノミネート |
| アカデミー賞                                       | 2024   | 助演女優賞                      | ホールドオーバーズ 置いてけぼりのホリディ | 受賞       |
| AAFCA賞                                            | 2020   | 助演女優賞                      | ルディ・レイ・ムーア                      | 受賞       |
| アストラ映画賞                                     | 2024   | 助演女優賞                      | ホールドオーバーズ 置いてけぼりのホリディ | 受賞       |
| アトランタ映画批評家協会                           | 2023   | 助演女優賞                      | ホールドオーバーズ 置いてけぼりのホリディ | 受賞       |
| オースティン映画批評家協会                         | 2020   | ブレイクスルー・アーティスト賞  | ルディ・レイ・ムーア                      | ノミネート |
| ブラック映画批評家協会                             | 2019   | 助演女優賞                      | ルディ・レイ・ムーア                      | 受賞       |
| ブラック・リール賞                                 | 2020   | 助演女優賞                      | ルディ・レイ・ムーア                      | 受賞       |
| ブラック・リール賞                                 | 2020   | ブレイクスルー演技賞            | ルディ・レイ・ムーア                      | 受賞       |
| ブラック・リール賞                                 | 2022   | ゲスト女優賞 (コメディシリーズ) | マーダーズ・イン・ビルディング            | ノミネート |
| ブラック・リール賞                                 | 2024   | 助演女優賞                      | ホールドオーバーズ 置いてけぼりのホリディ | ノミネート |
| ボストン映画批評家協会                             | 2023   | 助演女優賞                      | ホールドオーバーズ 置いてけぼりのホリディ | 受賞       |
| セレブレーション・オブ・シネマ&テレビジョン        | 2023   | 助演女優賞 (映画)               | ホールドオーバーズ 置いてけぼりのホリディ | 受賞       |
| シカゴ映画批評家協会                               | 2023   | 助演女優賞                      | ホールドオーバーズ 置いてけぼりのホリディ | 受賞       |
| コロンバス映画批評家協会                           | 2024   | 助演俳優賞                      | ホールドオーバーズ 置いてけぼりのホリディ | ノミネート |
| クリティクス・チョイス・アワード                   | 2024   | 助演女優賞                      | ホールドオーバーズ 置いてけぼりのホリディ | 受賞       |
| クリティクス・チョイス・アワード                   | 2024   | アンサンブル演技賞              | ホールドオーバーズ 置いてけぼりのホリディ | ノミネート |
| ダラス・フォートワース映画批評家協会               | 2023   | 助演女優賞                      | ホールドオーバーズ 置いてけぼりのホリディ | 受賞       |
| ディスカッシング映画批評家賞                       | 2024   | 助演女優賞                      | ホールドオーバーズ 置いてけぼりのホリディ | ノミネート |
| ドラマ・リーグ賞                                   | 2012   | 卓越した演技賞                  | ゴースト                                  | ノミネート |
| フロリダ映画批評家協会                             | 2023   | 助演女優賞                      | ホールドオーバーズ 置いてけぼりのホリディ | ノミネート |
| ジョージア映画批評家協会                           | 2024   | 助演女優賞                      | ホールドオーバーズ 置いてけぼりのホリディ | 受賞       |
| ジョージア映画批評家協会                           | 2024   | アンサンブル賞                  | ホールドオーバーズ 置いてけぼりのホリディ | 次点       |
| ゴールデングローブ賞                               | 2024   | 映画助演女優賞                  | ホールドオーバーズ 置いてけぼりのホリディ | 受賞       |
| ゴッサム賞                                         | 2023   | 助演俳優賞                      | ホールドオーバーズ 置いてけぼりのホリディ | ノミネート |
| グレーター・ウェスタン・ニューヨーク映画批評家協会 | 2023   | 助演女優賞                      | ホールドオーバーズ 置いてけぼりのホリディ | 受賞       |
| インディペンデント・スピリット賞                   | 2024   | 助演俳優賞                      | ホールドオーバーズ 置いてけぼりのホリディ | 受賞       |
| インディアナ映画ジャーナリスト協会                 | 2023   | 助演俳優賞                      | ホールドオーバーズ 置いてけぼりのホリディ | ノミネート |
| インディアナ映画ジャーナリスト協会                 | 2023   | アンサンブル賞                  | ホールドオーバーズ 置いてけぼりのホリディ | ノミネート |
| 国際オンライン映画賞                               | 2022   | ゲスト女優賞 (コメディシリーズ) | マーダーズ・イン・ビルディング            | ノミネート |
| カンザスシティ映画批評家協会                       | 2019   | 助演女優賞                      | ルディ・レイ・ムーア                      | 受賞       |
| ラスベガス映画批評家協会                           | 2023   | 助演女優賞                      | ホールドオーバーズ 置いてけぼりのホリディ | 受賞       |
| ロンドン映画批評家協会                             | 2024   | 助演女優賞                      | ホールドオーバーズ 置いてけぼりのホリディ | 受賞       |
| ロサンゼルス映画批評家協会                         | 2023   | 助演俳優賞                      | ホールドオーバーズ 置いてけぼりのホリディ | 受賞       |
| ミシガン映画批評家組合                             | 2023   | 助演女優賞                      | ホールドオーバーズ 置いてけぼりのホリディ | 受賞       |
| NAACPイメージ・アワード                            | 2020   | 映画助演女優賞                  | ルディ・レイ・ムーア                      | ノミネート |
| ナショナル・ボード・オブ・レビュー                 | 2023   | 助演女優賞                      | ホールドオーバーズ 置いてけぼりのホリディ | 受賞       |
| ニューヨーク映画批評家協会                         | 2023   | 助演女優賞                      | ホールドオーバーズ 置いてけぼりのホリディ | 受賞       |
| ニューヨーク映画批評家オンライン                   | 2023   | 助演女優賞                      | ホールドオーバーズ 置いてけぼりのホリディ | 受賞       |
| ノースカロライナ映画批評家協会                     | 2024   | 助演女優賞                      | ホールドオーバーズ 置いてけぼりのホリディ | 受賞       |
| ノーステキサス映画批評家協会                       | 2023   | 助演女優賞                      | ホールドオーバーズ 置いてけぼりのホリディ | 受賞       |
| オンライン女性映画批評家協会                       | 2023   | 助演女優賞                      | ホールドオーバーズ 置いてけぼりのホリディ | 受賞       |
| オンライン映画&テレビ協会                          | 2020   | 女性ブレイクスルー賞            | ルディ・レイ・ムーア                      | ノミネート |
| アウター批評家協会賞                               | 2012   | ミュージカル助演女優賞          | ゴースト                                  | ノミネート |
| パームスプリングス国際映画祭                       | 2024   | ブレイクスルー演技賞            | ホールドオーバーズ 置いてけぼりのホリディ | 受賞       |
| フィラデルフィア映画批評家協会                     | 2023   | 助演女優賞                      | ホールドオーバーズ 置いてけぼりのホリディ | 受賞       |
| フェニックス批評家協会                             | 2023   | 助演女優賞                      | ホールドオーバーズ 置いてけぼりのホリディ | 受賞       |
| フェニックス映画批評家協会                         | 2023   | 助演女優賞                      | ホールドオーバーズ 置いてけぼりのホリディ | 受賞       |
| サンディエゴ映画批評家協会                         | 2023   | 助演女優賞                      | ホールドオーバーズ 置いてけぼりのホリディ | 次点       |
| サンディエゴ映画批評家協会                         | 2023   | アンサンブル賞                  | ホールドオーバーズ 置いてけぼりのホリディ | 受賞       |
| サンタバーバラ国際映画祭                           | 2024   | ヴィルトゥオーゾ賞              | ホールドオーバーズ 置いてけぼりのホリディ | 受賞       |
| サテライト賞                                       | 2024   | 映画助演女優賞                  | ホールドオーバーズ 置いてけぼりのホリディ | 受賞       |
| サウスイースタン映画批評家協会                     | 2023   | 助演女優賞                      | ホールドオーバーズ 置いてけぼりのホリディ | 受賞       |
| セントルイス映画批評家協会                         | 2023   | 助演女優賞                      | ホールドオーバーズ 置いてけぼりのホリディ | 受賞       |
| セントルイス映画批評家協会                         | 2023   | アンサンブル賞                  | ホールドオーバーズ 置いてけぼりのホリディ | 受賞       |
| トニー賞                                           | 2012   | ミュージカル助演女優賞          | ゴースト                                  | ノミネート |
| トロント映画批評家協会                             | 2023   | 助演俳優賞                      | ホールドオーバーズ 置いてけぼりのホリディ | 受賞       |
| UK映画批評家協会                                   | 2023   | 助演女優賞                      | ホールドオーバーズ 置いてけぼりのホリディ | ノミネート |
| ユタ映画批評家協会                                 | 2024   | 助演女優賞                      | ホールドオーバーズ 置いてけぼりのホリディ | 受賞       |
| ワシントンD.C.映画批評家協会                       | 2023   | 助演女優賞                      | ホールドオーバーズ 置いてけぼりのホリディ | 受賞       |
| ワシントンD.C.映画批評家協会                       | 2023   | アンサンブル演技賞              | ホールドオーバーズ 置いてけぼりのホリディ | ノミネート |
| 女性映画批評家協会                                 | 2023   | 助演女優賞                      | ホールドオーバーズ 置いてけぼりのホリディ | 受賞       |